# Jabir Aziz Stima
Jabir Aziz Stima é um futebolista tanzaniano que ganhou fama após fazer um gol pela seleção local contra a seleção brasileira.

## Jogos Pela Seleção
| Ano  | Jogos | Gols |
| ---- | ----- | ---- |
| 2008 | 2     | 0    |
| 2009 | 1     | 0    |
| 2010 | 1     | 1    |

### O Gol
No dia 7 de junho de 2010, a Seleção Brasileira disputava seu último amistoso antes do Mundial na África do Sul. Aos 40 minutos do segundo tempo, o Brasil vencia por 4x0 do segundo tempo, e estava a 596 minutos sem sofrer um gol, até que Aziz, que havia entrado na etapa final, fez de cabeça o único gol tanzaniano daquela partida.
| Data               | Local                                          | Mandande | Resultado Final | Visitante | Gol | Competição    |
| ------------------ | ---------------------------------------------- | -------- | --------------- | --------- | --- | ------------- |
| 7 de junho de 2010 | Estádio Nacional Benjamin Mkapa, Dar es Salaam | Tanzânia | 1 – 5           | Brasil    | 1-4 | Jogo amistoso |